# 關世教
關世教（16世紀—17世紀），字九如，廣東廣州府新會縣人，明朝政治人物。

## 生平
萬曆十年（1582年）,關世教中式壬午科廣東鄉試舉人。當時有賊人盜採珠，並向提督告密恐嚇富人，他就上陳其害禁止此事。萬曆二十三年（1595年）會試中副榜，授清江教諭，改任南城，每天和諸生講學，益王朱翊鈏與世子、郡王都以賓禮對待，稱「江門理學正派」，代理南豐知縣期間曾揭發囚犯殺人行賄、歸還貴族侵佔商田。
之後關世教調官杭州通判署理府事，官吏警惕、人民感懷，署任昌化、於潛、臨安知縣都用廉明仁恕處事；當時杭州掌管稅收的宦官橫行不法，經常使用鐵箍、醋嗾等酷刑，曾拷打平民十三人埋進土中，他就盡力營救，最終全部存活。杭州機商欠下朝廷生絹二萬多，連年追收累及妻子，多人更因此而死，他釋放這些人後被奪俸，卻欣然說：「以一職務換來數百人命，所得很多，何況俸祿呢？」杭州人建像亟思，不久得知祖母生病，於是辭官回鄉，八十三歲去世，同社人稱為貞白先生，入祀鄉賢祠。

## 引用
1. 1 2  乾隆《廣州府志·卷三十四·循吏一》：關世教，字維化，精心易傳，多所發明。領萬歷壬午鄉薦，時珠盜旁午，奸先乘隙赴軍門告密，詐嚇富人。世教條其害陳之，事發獲禁。乙未禮閭乙榜，選清江教諭，調南城，日與諸生講學，益王與世子郡王胥教以賓禮，稱為江門理學正派。署篆南豐，有點囚殺人行賄，摘其奸竟寘之法，有兩顯宦占商田，斷還之；遷杭州府通判署府事，吏惕民懷，歷署昌化、於潛、臨安，咸以廉明仁恕為治。時杭之稅璫暴橫，或以鐵箍人頭、醋嗾人鼻，酷拷平民十三命置土害中，命垂絕，世教力拔出之，卒得全活；杭機商欠貢上生絹二萬餘，連年逮遠追商死，囚及妻子婣族，死者無算，世教竟釋之，坐此奪捧，欣然曰：「以一官易數百命，所得多矣，況俸乎？」杭人肖像尸祝，旋聞祖母病遂解組歸，年八十三卒，同社稱為貞白先生，祀鄉賢。